# Nanocuris
Nanocuris — вимерлий рід Deltatheridiidae з крейдяного періоду Канади (Саскачеван) і Сполучених Штатів (Вайомінг — формація Ланс). Спочатку він був класифікований у родину Nanocuridae, у кладі Eutheria, але повторний аналіз нового зразка виявив дельтатероїдну спорідненість роду.